# Avocettina
Avocettina – rodzaj ryb promieniopłetwych z rodziny nitkodziobcowatych (Nemichthyidae).

## Rozmieszczenie geograficzne
Do rodzaju należą gatunki występujące w wodach wszystkich oceanów globu.

## Morfologia
Długość ciała do 80 cm.

## Systematyka
Rodzaj zdefiniowała w 1891 roku para amerykańskich ichtiologów David Starr Jordan i Bradley Moore Davis, w artykule poświęconym wstępnemu przeglądowi ryb „bezpłetwych” lub węgorzowatych zamieszkujących wody Ameryki i Europy, opublikowanym w raporcie komisarza United States Commission of Fish and Fisheries. Gatunkiem typowym jest (oryginalne oznaczenie) N. infans.

### Etymologia
- Avocettina: rodzaj Avocetta Brisson, 1760 (szablodziób); łac. przyrostek -ina ‘odnoszący się do’; w aluzji do długich, zakrzywionych szczęk A. infans podobnych do zakrzywionego dzioba szablodzioba[6].
- Avocettinops: rodzaj Avocettina Jordan & Davis, 1891; ωψ ōps, ωπος ōpos ‘wygląd, oblicze’[2]. Gatunek typowy (oznaczenie monotypowe): Avocettinops schmidti Roule & Bertin, 1924 (= Nemichthys infans Günther, 1878).
- Borodinula: Nikołaj Borodin (1861–1937), rosyjsko-amerykański ichtiolog; łac. przyrostek zdrabniający -ula[3].

### Podział systematyczny
Do rodzaju należą następujące gatunki:
- Avocettina acuticeps (Regan, 1916)
- Avocettina bowersii (Garman, 1899)
- Avocettina infans (Günther, 1878)
- Avocettina paucipora Nielsen & Smith, 1978